# (1126) Otero
(1126) Otero es un asteroide que forma parte del cinturón de asteroides y fue descubierto por Karl Wilhelm Reinmuth el 11 de enero de 1929 desde el observatorio de Heidelberg-Königstuhl, Alemania.

## Designación y nombre
Otero recibió al principio la designación de 1929 AC.
Posteriormente se nombró en honor de la bailarina y cantante española la Bella Otero (1868-1965).

## Características orbitales
Otero orbita a una distancia media de 2,272 ua del Sol, pudiendo acercarse hasta 1,938 ua y alejarse hasta 2,607 ua. Tiene una inclinación orbital de 6,504° y una excentricidad de 0,1471. Emplea en completar una órbita alrededor del Sol 1251 días.